# Palmeto di Elche
Il palmeral de Elche è un giardino di palme che si trova ad Elche in provincia di Alicante (Spagna) integrato nell'ambiente urbano della città. È il palmeto più grande d'Europa, superato nel mondo solo da alcuni palmeti arabi, e nel 2000 è stato dichiarato patrimonio dell'umanità dall'UNESCO. 

## Storia
Si crede che il Palmeral, che contiene più di mezzo milione di esemplari, sia stato piantato dai Fenici, che trovarono in questa area della Spagna un ambiente propizio a questa coltivazione. I Romani, arrivati in seguito, seppero conservarlo e curarlo. Gli Arabi seguirono la stessa tecnica di protezione e ampliarono la coltivazione realizzando sotto Abd al Raman la grande rete di canali. Nel medioevo furono emanate numerose leggi per proteggerlo e da allora non si è mai smesso di curarlo e coltivarlo.
I migliori e più antichi esemplari stanno nel cosiddetto Huerto del Cura, all'interno del gran Palmeral, dove sono presenti esemplari che hanno più di 300 anni (va tenuto presente che la palma ha una vita media dai 250 ai 300 anni). Queste palme sono della stessa specie di quelle iraniane. Producono datteri e fruttificano a dicembre. Inoltre sono presenti alcune altre specie di palme tropicali.
Nell'insieme spicca la cosiddetta Palmera Imperial, che fu così chiamata in onore dell'imperatrice Elisabetta di Austria-Ungheria, che visitò il giardino nel 1894. Questo palmeto ospita 7 enormi germogli a forma di candelabro e di lei Sissi disse che era degna di un impero.
Il tipo principale di palma che si incontra è quella detta Phoenix dactylifera, che fu importata dai musulmani quando occuparono la penisola iberica. La palma ha ottime quotazioni sia sul mercato spagnolo che nelle esportazioni clandestine; hanno grande importanza sia la coltura dei datteri che la confezione delle palmas, rami di palma sottoposti ad un particolare processo di essiccamento.

## Particolarità
Il Palmeral indica l'insieme del territorio coltivato a palme. Anche tenendo conto dell'antichità della coltivazione, quello che nel suo insieme appare come un bosco di palme è frazionato in proprietà private, dette huertos, che si può ben tradurre con giardini, come accade per le coltivazioni di aranci nel mezzogiorno d'Italia. Particolarmente interessante è la coesione, che qui si è riusciti a realizzare, tra il costruito e il coltivato.